# Villeroy (Sena i Marne)
Villeroy és un municipi francès, situat al departament de Sena i Marne i a la regió de Illa de França. L'any 2007 tenia 666 habitants.

## Demografia

### Població
El 2007 la població de fet de Villeroy era de 666 persones. Hi havia 226 famílies, de les quals 39 eren unipersonals (23 homes vivint sols i 16 dones vivint soles), 58 parelles sense fills, 117 parelles amb fills i 12 famílies monoparentals amb fills.
La població ha evolucionat segons el següent gràfic:
Habitants censats

### Habitatges
El 2007 hi havia 238 habitatges, 228 eren l'habitatge principal de la família i 10 estaven desocupats. 229 eren cases i 9 eren apartaments. Dels 228 habitatges principals, 197 estaven ocupats pels seus propietaris, 30 estaven llogats i ocupats pels llogaters i 1 estava cedit a títol gratuït; 1 tenia una cambra, 12 en tenien dues, 25 en tenien tres, 57 en tenien quatre i 132 en tenien cinc o més. 191 habitatges disposaven pel capbaix d'una plaça de pàrquing. A 85 habitatges hi havia un automòbil i a 129 n'hi havia dos o més.

### Piràmide de població
La piràmide de població per edats i sexe el 2009 era:
| Homes | Edats   | Dones |
| ----- | ------- | ----- |
| 0     | 95 o +  | 0     |
| 0     | 90 a 94 | 0     |
| 0     | 85 a 89 | 8     |
| 4     | 80 a 84 | 8     |
| 4     | 75 a 79 | 4     |
| 0     | 70 a 74 | 0     |
| 4     | 65 a 69 | 4     |
| 12    | 60 a 64 | 12    |
| 12    | 55 a 59 | 8     |
| 20    | 50 a 54 | 24    |
| 20    | 45 a 49 | 24    |
| 24    | 40 a 44 | 16    |
| 32    | 35 a 39 | 32    |
| 32    | 30 a 34 | 36    |
| 4     | 25 a 29 | 16    |
| 28    | 20 a 24 | 4     |
| 24    | 15 a 19 | 24    |
| 12    | 10 a 14 | 24    |
| 32    | 5 a 9   | 32    |
| 20    | 0 a 4   | 20    |

## Economia
El 2007 la població en edat de treballar era de 437 persones, 347 eren actives i 90 eren inactives. De les 347 persones actives 333 estaven ocupades (176 homes i 157 dones) i 15 estaven aturades (7 homes i 8 dones). De les 90 persones inactives 32 estaven jubilades, 35 estaven estudiant i 23 estaven classificades com a «altres inactius».

### Ingressos
El 2009 a Villeroy hi havia 228 unitats fiscals que integraven 701,5 persones, la mediana anual d'ingressos fiscals per persona era de 22.045 €.

### Activitats econòmiques
Dels 20 establiments que hi havia el 2007, 1 era d'una empresa extractiva, 1 d'una empresa de fabricació d'altres productes industrials, 7 d'empreses de construcció, 1 d'una empresa de comerç i reparació d'automòbils, 7 d'empreses de transport, 1 d'una empresa immobiliària i 2 d'empreses de serveis.
Dels 9 establiments de servei als particulars que hi havia el 2009, 1 era un taller de reparació d'automòbils i de material agrícola, 1 paleta, 4 guixaires pintors, 1 fusteria, 1 lampisteria i 1 empresa de construcció.
L'any 2000 a Villeroy hi havia 5 explotacions agrícoles que ocupaven un total de 855 hectàrees.

## Equipaments sanitaris i escolars
El 2009 hi havia una escola elemental integrada dins d'un grup escolar amb les comunes properes formant una escola dispersa.

## Poblacions més properes
El següent diagrama mostra les poblacions més properes.